# Peter Wadabwa
Peter Wadabwa (ur. 14 września 1983) – malawijski piłkarz grający na pozycji ofensywnego pomocnika.

## Kariera klubowa
Karierę piłkarską Wadabwa rozpoczął w klubie Silver Strikers. W 2003 roku zadebiutował w jego barwach w pierwszej lidze Malawi. Grał w nim do końca 2006 roku, a na początku 2007 odszedł do południowoafrykańskiego Jomo Cosmos z Johannesburga. Po pół roku występów w RPA wrócił do Malawi i grał w ESCOM United FC, z którym w 2007 roku został mistrzem kraju. W 2010 roku przeszedł do Thandy Royal Zulu. W 2013 grał w Golden Arrows, a w 2014 w Blackburn Rovers. W latach 2014–2015 był ponownie piłkarzem Silver Strikers. W latach 2016–2018 występował w Mighty Wanderers FC, z którym zdobył Puchar Malawi w 2016 i został mistrzem Malawi w 2017. W 2019 roku był piłkarzem mozambickiego Grupo Desportivo de Maputo, a w latach 2020-2021 znów grał w Mighty Wanderers, w którym zakończył karierę.

## Kariera reprezentacyjna
W reprezentacji Malawi Wadabwa zadebiutował 4 września 2005 roku w przegranym 1:3 meczu eliminacji do MŚ 2006 z Gwineą, rozegranym w Konakry. W 2010 roku w Pucharze Narodów Afryki 2010 był podstawowym zawodnikiem i zagrał w 3 meczach: z Algierią (3:0), z Angolą (0:2) i z Mali (1:3). Od 2005 do 2016 wystąpił w kadrze narodowej 45 razy i strzelił 7 goli.